# Раддесторф
Раддесторф (нім. Raddestorf) — громада в Німеччині, розташована в землі Нижня Саксонія. Входить до складу району Нінбург. Складова частина об'єднання громад Ухте.
Площа — 33,07 км2. Населення становить 1802 ос. (станом на 31 грудня 2021).